# Lucien (Oklahoma)
Pour les articles homonymes, voir Lucien.
Lucien est une census-designated place du comté de Noble, dans l'État d'Oklahoma, aux États-Unis,. En 2020, elle compte une population de 66 habitants.